# Chapelle du Blan T'chfau de Louvain-la-Neuve
La chapelle du Blan T'chfau (ou chapelle du Blan Tchfau) est une petite chapelle votive du XVIIIe siècle située près de la ferme de Lauzelle à Louvain-la-Neuve, section de la ville belge d'Ottignies-Louvain-la-Neuve, dans la province du Brabant wallon.

## Localisation
La chapelle du Blan T'chfau se dresse le long de la rue Arthur Hardy, à une petite centaine de mètres à l'ouest de la ferme de Lauzelle, non loin de la chaussée de Namur (route nationale 4) qui relie Louvain-la-Neuve à Wavre, au nord de Louvain-la-Neuve.

## Historique
La chapelle (parfois appelée également Notre-Dame des Affligés) fut érigée par un censier (fermier) du nom de Martin Brion vers 1732, comme le mentionne la pierre calcaire sous la niche : « Cette chapelle a été édifiée par Martin Brion, Censier, l'An 1732 »,.
Cette pierre calcaire, utilisée en réemploi « dans le pavement de l'arrière-cuisine de la ferme de Lauzelle, où elle se trouvait sous une écrémeuse » a été redécouverte en 1969 par un lointain  descendant de Martin Brion et replacée sur la façade de la chapelle lors de la restauration de la chapelle en 1997 « à l'occasion des festivités commémorant les vingt-cinq ans du transfert de l'Université catholique de Louvain en Wallonie »,.

## Statut patrimonial
Non classée, la chapelle du Blan T'chfau fait cependant l'objet d'une « inscription » comme monument et figure à l'Inventaire du patrimoine immobilier culturel de la Wallonie sous la référence 25121-INV-0077-01.

## Architecture
Abritée sous les arbres, la chapelle est un petit édifice enduit de crépi peint en blanc.
Sa minuscule façade est percée d'une grande niche en pierre bleue (petit granit) au linteau monolithe bombé, fermée d'une grille en fer forgé.
La chapelle est couverte d'une toiture en bâtière d'ardoises sommée d'une croix en fer forgé. 

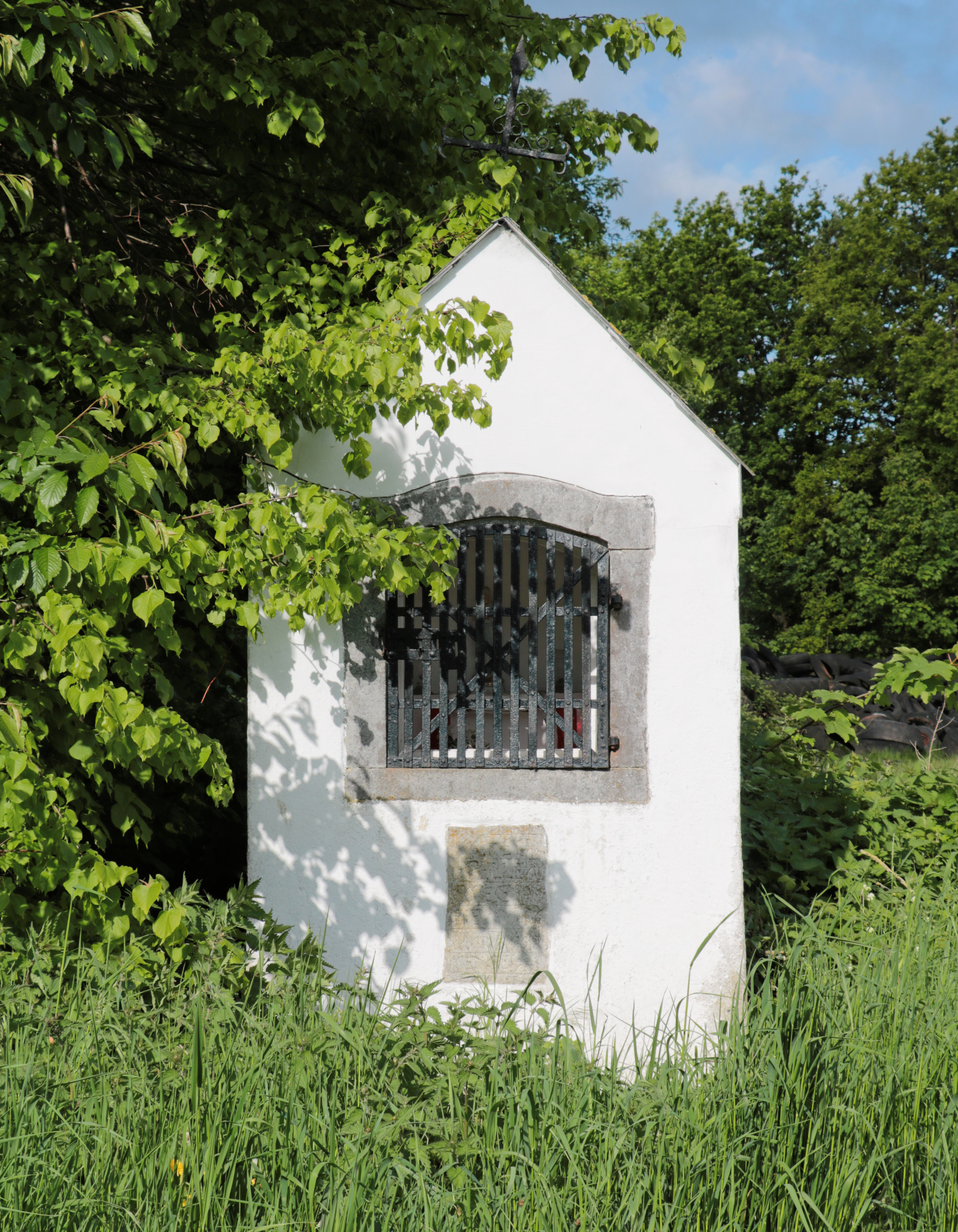
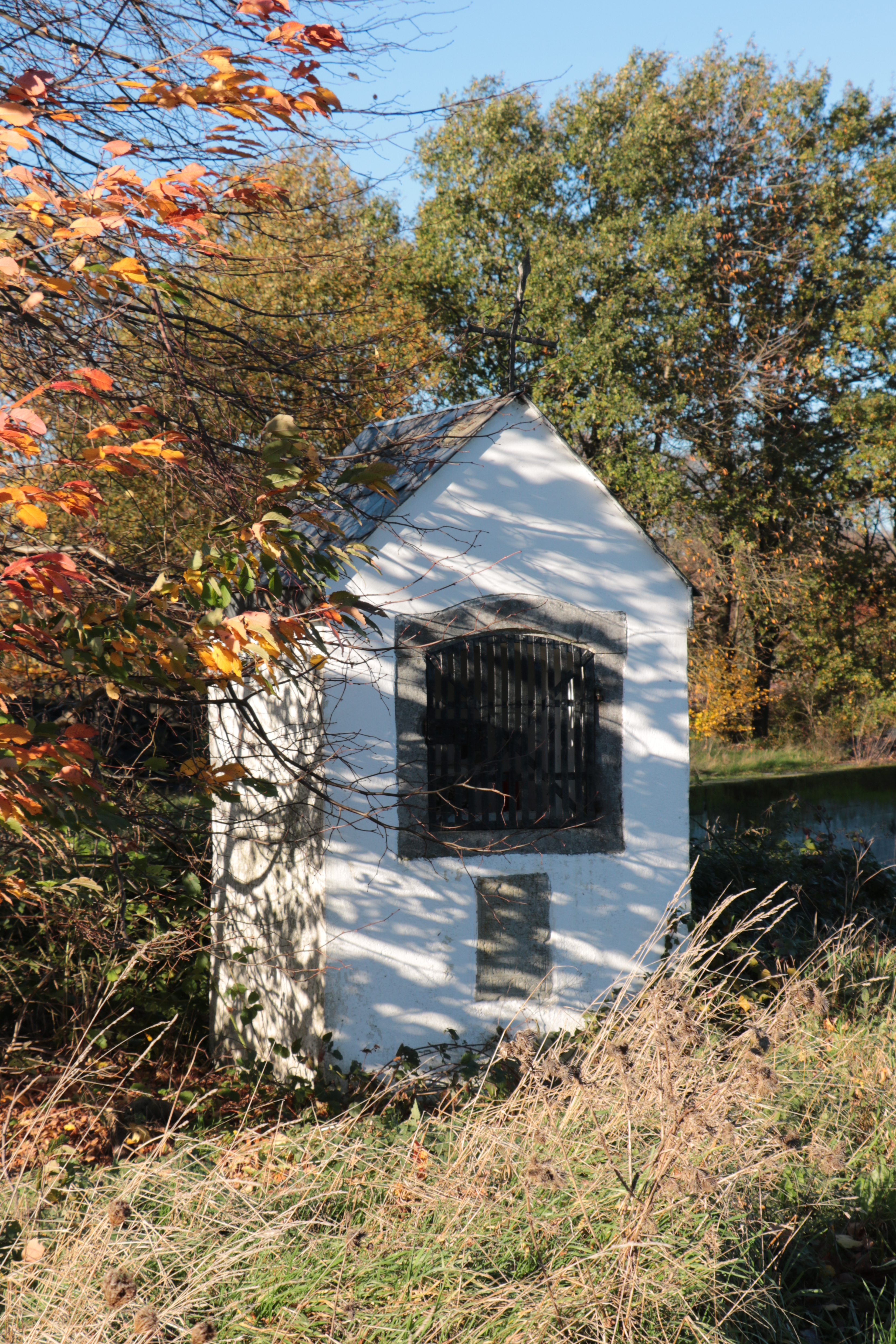
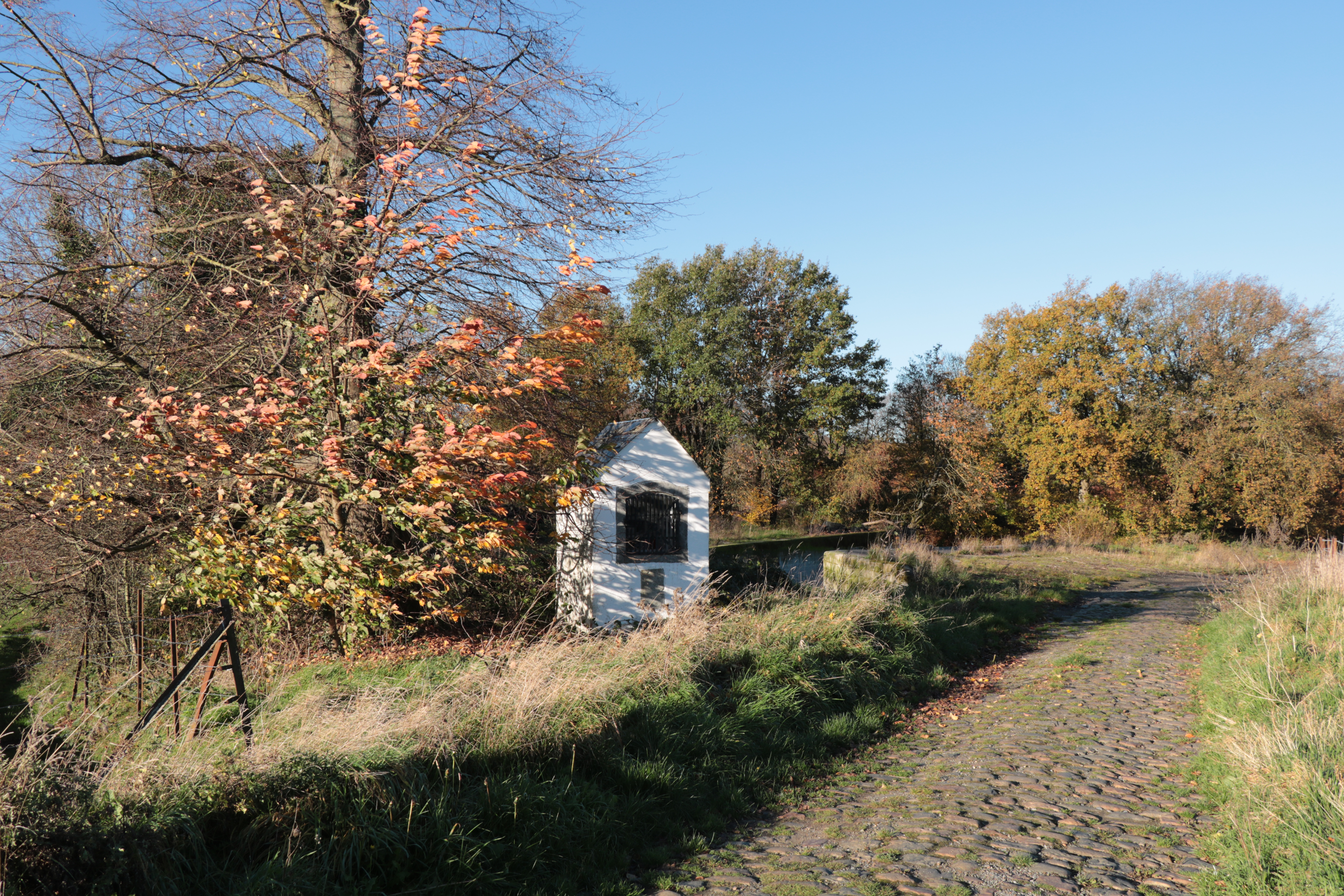
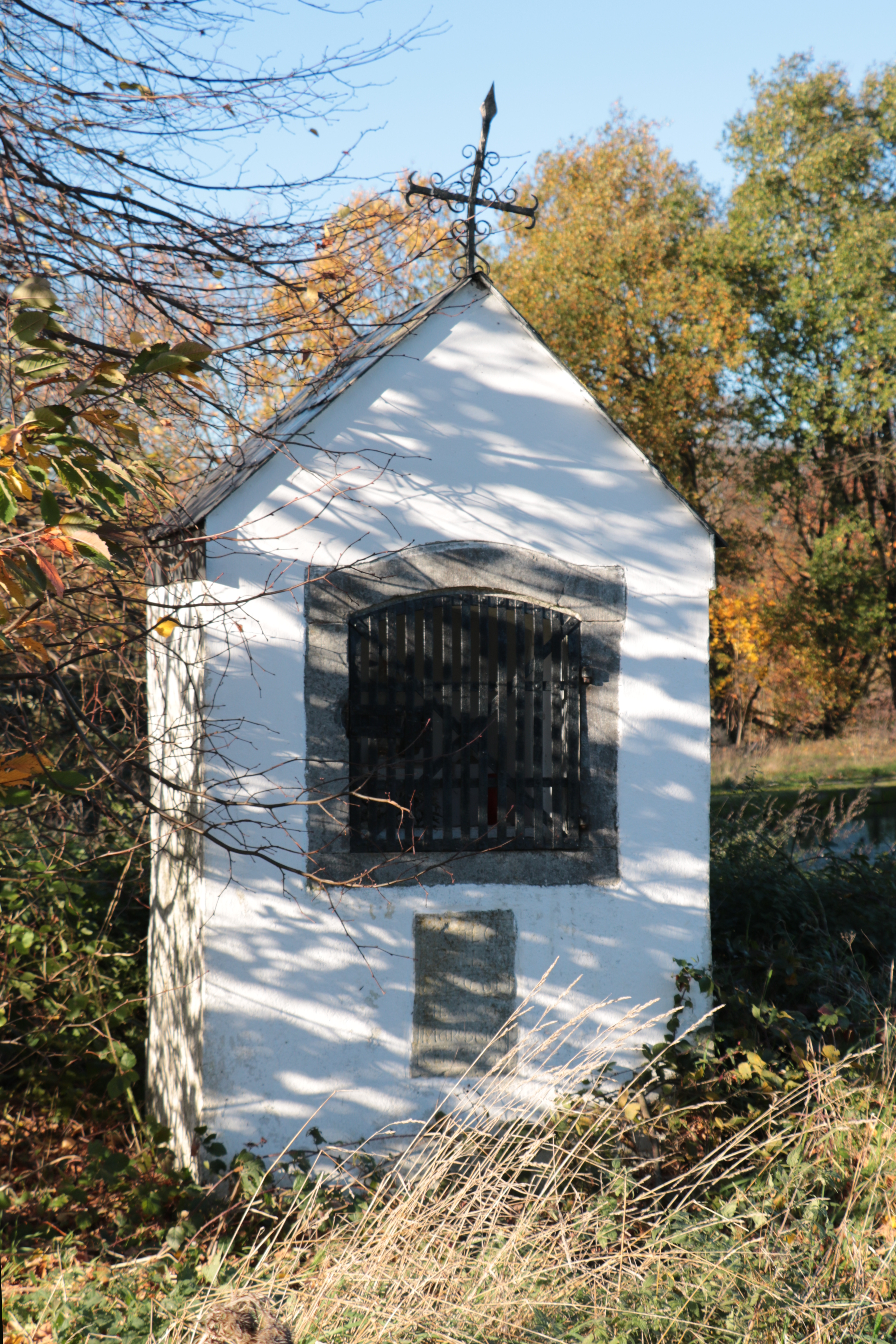

## Légende et origine du nom

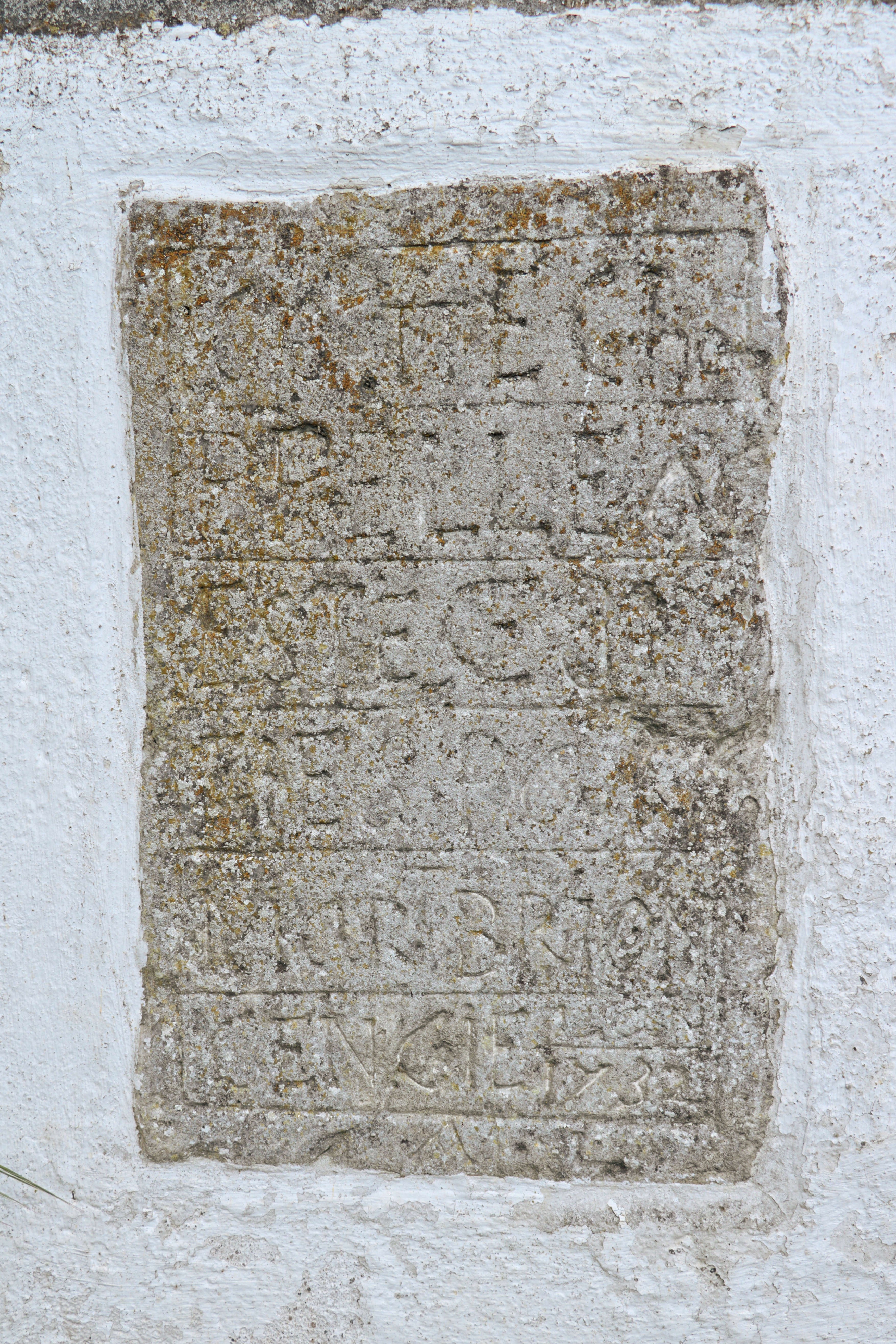
La pierre calcaire au nom de Martin Brion.

La chapelle, dont le nom en wallon signifie chapelle du cheval blanc (au singulier et non au pluriel), doit son nom à la légende d'une jeune fille métamorphosée en jument blanche.
Une jeune fille pauvre de la vallée de la Malaise, tombée éperdument amoureuse du fils du fermier de Lauzelle, passionné par les chevaux, venait prier pour ses amours à la chapelle de Lauzelle, où elle rencontra une vieille dame aux pouvoirs magiques à qui elle demanda de la transformer en jument blanche pour pouvoir galoper sur le plateau de Lauzelle dans l'espoir de capter l'attention du jeune homme,,,,,.
La jument blanche est alors remarquée par Napoléon qui la fait capturer, troque son cheval noir contre elle et l'emmène à Waterloo,,.
« À son retour, elle essaie à nouveau de se faire aimer du fermier, mais tombe sur Yvon le cantonnier qui, saoul, lui donne un coup d'épée, brisant ainsi le sortilège », : la jument perd beaucoup de sang et redevient jeune fille, avec une blessure au bras,.
La légende trouve son origine dans la défaite napoléonienne de 1815 et plus particulièrement dans les combats qui eurent lieu le 18 juin 1815 dans les environs de Wavre, sur le plateau de Lauzelle où Grouchy affronta une arrière-garde prussienne,. Les cadavres des soldats et des chevaux tués lors de cette bataille furent enterrés sur le plateau et les gaz dégagés par leur décomposition ont engendré des feux follets qui ont donné naissance à la légende « du blanc t'chfau impérial errant sur le charnier »,.
Une rue de Louvain-la-Neuve porte depuis 1975 un nom qui évoque cette légende : la rue des Blancs Chevaux, dans le quartier de l'Hocaille. Mais comme le souligne le site de la Fondation wallonne consacré aux noms des rues de la cité universitaire : « dans le nom de la rue, le substantif cheval a été malencontreusement mis au pluriel, ce qui n'est pas fidèle à la légende ».

## Folklore: carnaval du Blan T'chfau
Depuis l'an 2000, un carnaval du « Blan T'chfau » est organisé par le Comité des fêtes et les enseignants du collège du Biéreau, afin de faire revivre la légende,. « Comme Louvain-la-Neuve est une ville sans passé, le collège souhaitait créer un carnaval basé sur une légende locale ».
Ce carnaval réunit des enfants de deuxième maternelle et de quatrième primaire, les premiers étant parrainés par les seconds. Les filles sont déguisées en Blan T'chfaus (juments blanches) et les garçons en Grognards (les soldats de Napoléon),,.
Ces enfants défilent dans les rues de la cité universitaire, encadrant une grande jument blanche portée par quatre adultes.
Le cortège, animé par Ivon le cantonnier, est accompagné de centaines d'enfants, de parents et de professeurs. Il fait halte à la place des Wallons ou à la place de l'Université, où ont lieu la ronde des Blanc T'chfaus, la lecture de la légende et sa reconstitution par les élèves de deuxième maternelle et de quatrième primaire.
Le cortège revient ensuite dans la cour de récréation du collège pour le rondeau final, durant lequel « les filles, déguisées en cheval blanc, exécutent avec leurs grognards, les garçons, un pas de danse évoquant la scène de la métamorphose du cheval en gente damoiselle », avant de mettre le feu au Blan T'chfau pour chasser l'hiver,,.
Les jeunes participants emmènent quelques brins de laine, représentant des crins censés porter bonheur durant une année.
Le Blan T'chFau a été reconnu Patrimoine immatériel et culturel de la Fédération Wallonie-Bruxelles.